# Крушен, Джек
Джейкоб «Джек» Крушен (англ. Jacob «Jack» Kruschen, 20 марта 1922 — 2 апреля 2002) — канадский актёр, номинант на премию «Оскар».

## Биография
Родился в Виннипеге в семье русских евреев, иммигрировавших в США в начале 1920-х годов. В юности переехал в Калифорнию, где стал работать на радио. На киноэкранах дебютировал в 1949 году, появившись в дальнейшем в таких картинах как «Война миров» (1953), «Эбботт и Костелло отправляются на Марс» (1953), «Злая красная планета» (1959), «Вернись, моя любовь» (1961), «Следуй мечте» (1962), «Мыс страха» (1962) и «Маклинток!» (1963). За роль в фильме Билли Уайлдера «Квартира» Крушен был номинирован на премию «Оскар».
Помимо этого актёр много работал на телевидении, где у него были роли в сериалах «Бэтмен», «Бонанза», «Мерфи Браун» и «Лоис и Кларк: Новые приключения Супермена». Актёр трижды был женат, став отцом двоих детей от первого брака. Крушен скончался в городе Чандлер в возрасте 80 лет.